# Șevcenkove, Jovtnevîi
Șevcenkove (în ucraineană Шевченкове) este localitatea de reședință a comunei Șevcenkove din raionul Jovtnevîi, regiunea Mîkolaiiv, Ucraina.

## Demografie
Componența lingvistică a localității Șevcenkove
     Ucraineană (88,35%)
     Rusă (9,59%)
     Alte limbi (0,82%)
Conform recensământului din 2001, majoritatea populației localității Șevcenkove era vorbitoare de ucraineană (88,35%), existând în minoritate și vorbitori de rusă (9,59%).